# مسجد کهنه‌کتام
مسجد «کهنه‌کُتام» (به ترکی آذربایجانی: Köhnə Kotam məscidi) مسجدی است واقع در روستای کهنه‌کتام شهرستان «اردوباد» جمهوری خودمختار نخجوان. فقط خرابی‌هایی از مسجد به جا مانده‌است. 
برآورد می‌شود که ساخت مسجد مربوط به سده‌های ۱۷ و ۱۸ باشد.
کُتام یا کَتام در فارسی به طور کلی به تالار یا سازه‌ای می‌گویند که از چوب و تخته بسازند.

## سبک معماری
قسمت‌هایی از این مسجد که تالاری مربع‌شکل دارد، تا حدی تا به حال به جای مانده‌است. سالن مسجد ساخته شده بر دامنه تپه با ساخت ستون‌های چوبی در دو ردیف به سه بخش تقسیم گردیده‌است. محراب مسجد تاقچه ای طاقی شکل می‌باشد، که بر روی دیوار جنوبی درست شده‌است.

## کتیبه‌ها
کتیبه ای حکاکی شده بر روی پلاک سنگ مرمر یافت گردیده‌است. حدس زده می‌شود که، این کتیبه روزگاری بر سردر ورودی نصب شده بود. با گذشت زمان، کتیبه از جای خود کنده شده روی زمین افتاده و به داخل مسجد گذاشته شد.
ساختمان مسجد با استفاده از سنگ و آجرهای خام بنا گردیده‌است. این اثر باستانی با اینکه چند بار تحت بازسازی قرار گرفته‌است، اکنون در حال نیمه تخریب شده به سر می‌برد.